# Abrostola
Genre
Le genre Abrostola regroupe des lépidoptères (papillons) nocturnes de la famille des Noctuidae.

## Espèces rencontrées en Europe
- Abrostola agnorista Dufay, 1956
- Abrostola asclepiadis (Denis & Schiffermüller, 1775) - la Noctuelle de l'asclépiade
- Abrostola canariensis Hampson, 1913
- Abrostola clarissa (Staudinger, 1900)
- Abrostola tripartita (Hufnagel, 1766) - la Plusie de l'ortie
- Abrostola triplasia (Linnaeus, 1758) - les Lunettes, la Noctuelle à lunettes, la Plusie à lunettes